# Martin Kunz (Philosoph)
Martin Kunz (* 3. Juni 1947 in Zürich) ist ein Schweizer Philosoph, Psychotherapeut, Kulturschaffender, Autor und Musiker.

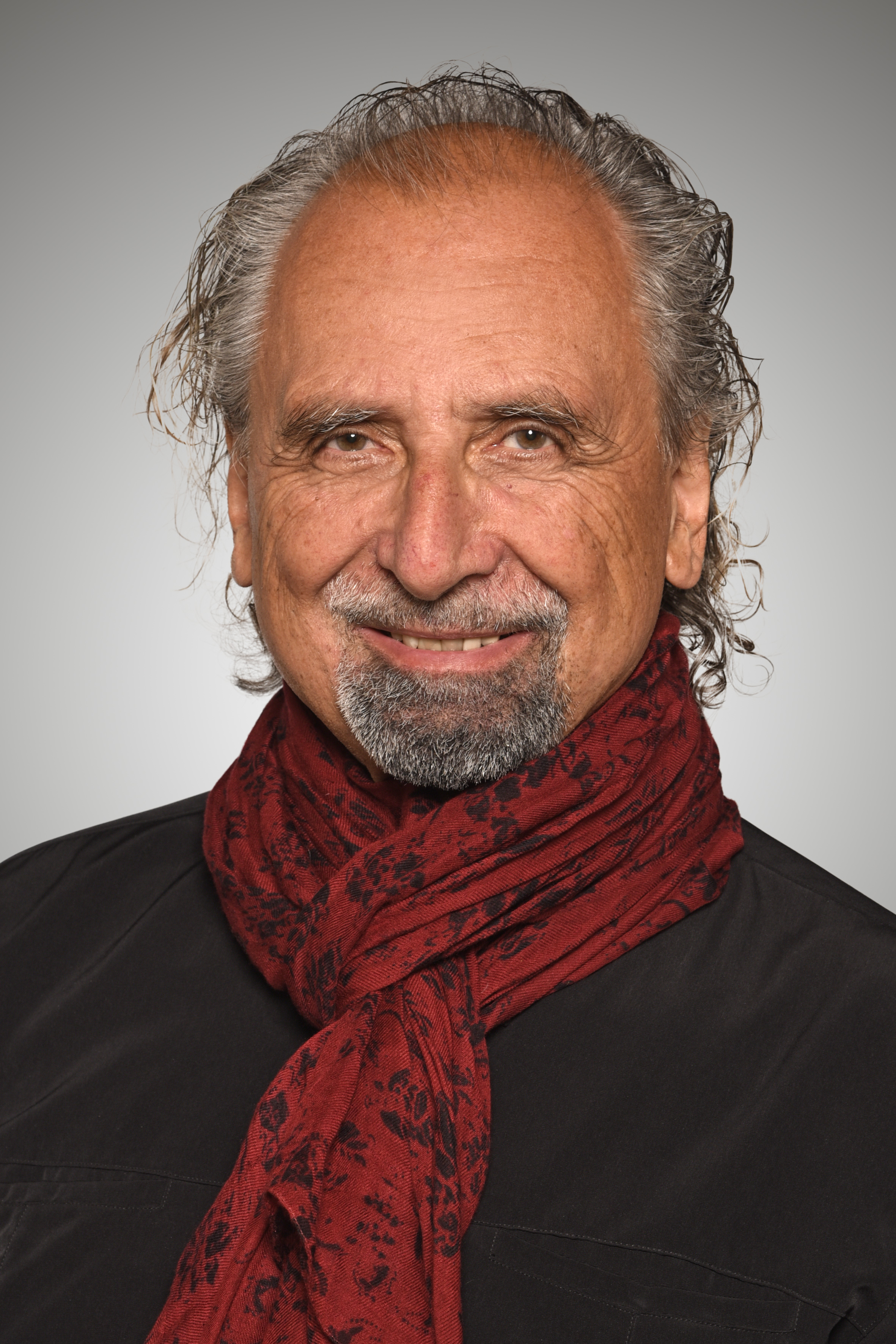
Martin Kunz

## Werdegang
Martin Kunz besuchte die  Volksschule und das Gymnasium  in Zürich und studierte anschliessend an der Universität Zürich Germanistik und am Konservatorium und privat Klavier, Orgel und Komposition bei Robert Appert, Johannes Schäublin und Armin Schibler. Er unterbrach seine Studien und arbeitete als Erziehungsassistent an der Schweizerischen Alpinen Mittelschule Davos und als Privaterzieher bei Familie Krupp von Bohlen und Halbach auf Schloss Obergrombach.
1969/70 besuchte er an der Freien Universität Berlin Vorlesungen und Seminare in Theologie und Psychologie. Der Aufenthalt in Berlin zusammen mit seinen Studienfreunden Jürg Amann und Peter Schwaar beeinflusste seine denkerische Ausrichtung. Nach der Rückkehr nach Zürich studierte er Philosophie, Anthropologische Psychologie, allgemeine Pädagogik und Neuere Deutsche Literatur. Er promovierte 1977 bei Detlev von Uslar.
Er bildete sich zum Psychotherapeuten mit dem Schwerpunkt Analytische und Gestaltende Psychotherapie aus und besuchte Kurse in freier Kunst an der F+F Schule für Experimentelle Gestaltung. Er ist Fachpsychologe für Psychotherapie FSP und Gestaltender Psychotherapeut GPK.
Schon während des Studiums arbeitete er als Lehrer an Ausbildungszentren für Jugendliche mit besonderen Bedürfnissen. Nach dem Studium war er als Psychotherapeut in verschiedenen Kompetenzzentren für Ausbildungen von physisch und psychisch beeinträchtigten Jugendlichen und jungen Erwachsenen tätig. In seiner eigenen Praxis in Zürich  war er bis in die neunziger Jahre als Psychotherapeut für Erwachsene und als Lehrtherapeut für werdende Kunsttherapeutinnen und -therapeuten tätig. Anschliessend unterrichtete er u. a. an verschiedenen Gymnasien die Fächer Psychologie und Pädagogik und wirkte als Dozent in Kunsttherapieausbildungen, insbesondere am Integrativen Ausbildungszentrum (IAC) in Zürich.
Von 2002 bis 2016 war Martin Kunz Dozent an der Pädagogischen Hochschule in Zürich, zuletzt als Professor für Anthropologie und Ethik. 1992 begründete er zusammen mit fünf Künstlerinnen und Künstlern die Gemeinschaft Kunstnovember in Wetzikon (ZH), die sich 1999 nach zahlreichen Ausstellungen, Performances, Kursen und Aktionen auflöste. Martin Kunz führt seither seine Projekte im In- und Ausland weiter, insbesondere mit der interdisziplinär arbeitenden Künstlerin Jeanine Osborne.
Seit 1997 gestaltet er zusammen mit dem Philosophen und Mathematiker Markus Huber philosophische Kurse und Diskurse – bis 2014 als Projekt Philosophie im Gartenhaus in Zürich. Die beiden exportierten ihr dialogisch konzipiertes Philosophieren beispielsweise auch an Schulen, als Weiterbildung für das Personal an das Spital Affoltern in Zürich, wo sie die Idee der Menschenmedizin unterstützten, und seit 2007 alljährlich als Philosophische Abendgespräche ins Hotel Waldhaus Sils-Maria (Schweiz). Seit 2015 führt Martin Kunz als diplomierter Kulturmanager und Art Coach das Atelier für Kunst und Philosophie in Zürich.
Martin Kunz ist Vater einer Tochter.

## Werke (Auswahl)

### Herausgebertätigkeit
- Mitherausgeber der Raben-Reihe (Psychologische Edition des Schweizer Spiegelverlages).
- Mitherausgeber von GORGO. Zeitschrift für archetypische Psychologie und bildhaftes Denken.

### Publikationen
- mit Gustav Dreifuss: Bild und Seele. Zürich 1986.
- mit Allan Guggenbühl (Hrsg.): Prahlerei, Lug und Trug. Zürich 1987.
- mit Allan Guggenbühl (Hrsg.): Das Schreckliche. Mythologische Betrachtungen zum Abgründigen im Menschen. Zürich 1990.
- Diverse Beiträge in: Gerhard Stumm u. a. (Hrsg.): Wörterbuch der Psychotherapie. Wien 2000.
- Schritte wie Wolken. Gedichte. Mit Zeichnungen von Beatrice Bucher. Wetzikon 2001.
- Was nicht Eins ist, ist auch Eins. Ein philosophisches Abendgespräch mit Markus Huber und andere Dialoge. Zürich 2016.
- Honig und Quarz. Gedichte und philosophische Zuspitzungen. Norderstedt 2017.
- Die stille Erotik der Melancholie. Erwägungen und Improvisationen. Hohenems/Wien/Vaduz 2018.
- Wider die Selbstvergessenheit. Ein philosophisches Bekenntnis zur Individuation. Hohenems/Vaduz/München/Zürich 2020.
- Alltag. Philosophische und andere Notizen in einem merkwürdigen Jahr. Mit einem Vorwort von Zora del Buono und einem Gespräch mit Urs Heinz Aerni. Wien 2021.

### CDs
- From the Diary of the Wetzikoner Hausfrau. Mit Jeanine Osborne (Text und Stimme). Produziert von der Literaturzeitschrift Affenschaukel. 1997.
- Schauen Sie mich an Herr Direckter. (Text: Hanspeter Ilg). Mit Jeanine Osborne (Stimme) und  Andrzej Kowalski (Violine). Produziert vom Kulturradio SRF 2. 1999.